# Suworowskaja (Kraj Stawropolski)
Suworowskaja (ros. Суворовская) – stanica w Rosji, w Kraju Stawropolskim, w rejonie priedgornym. W 2010 liczyła 17 585 mieszkańców.